# Tatjana Sorina
Tatjana Andrejevna Sorina (ryska: Татьяна Андреевна Сорина), född 13 april 1994 i Tiumen, är en rysk längdskidåkare. Sorina debuterade i världscupen den 8 mars 2017 i Drammen och tog sin första individuella pallplats den 29 november 2020 i Ruka när hon slutade tvåa i den inledande minitouren i säsongen 2020/21.

## Resultat

### Världscupen

#### Individuella pallplatser
Sorina har en individuell pallplats i världscupen: en andraplats.
| Säsong  | Datum            | Plats              | Disciplin    | Placering |
| ------- | ---------------- | ------------------ | ------------ | --------- |
| 2020/21 | 29 november 2020 | Nordiska öppningen | Slutresultat | 2:a       |

### Ställning i världscupen
| Säsong  | Discipliner | Discipliner | Discipliner | Discipliner | Discipliner | Discipliner | Tourer      | Tourer      | Tourer    | Tourer |
| Säsong  | Totalt      | Totalt      | Distans     | Distans     | Sprint      | Sprint      | Nord. öppn. | Tour de Ski | VC- avsl. |        |
| Säsong  | Poäng       | Plac.       | Poäng       | Plac.       | Poäng       | Plac.       | Nord. öppn. | Tour de Ski | VC- avsl. |        |
| ------- | ----------- | ----------- | ----------- | ----------- | ----------- | ----------- | ----------- | ----------- | --------- | ------ |
| 2017/18 | 31          | 79:e        | 0           | –           | 31          | 50:e        | –           | –           | –         |        |
| 2018/19 | 21          | 85:e        | 0           | –           | 21          | 48:e        | 46:e        | –           | i.u.      |        |
| 2020/21 |             |             |             |             |             |             | 2:a         | 4:e         |           |        |

### Olympiska spel
| Tävling     | 10 km | Skiathlon | 30 km | Sprint | Stafett | Lagsprint |
| ----------- | ----- | --------- | ----- | ------ | ------- | --------- |
| Peking 2022 | 10:e  | 11:e      | —     | —      | Guld    | —         |

### Världsmästerskap
| Tävling         | 10 km | Skiathlon | 30 km | Sprint | Stafett | Lagsprint |
| --------------- | ----- | --------- | ----- | ------ | ------- | --------- |
| Oberstdorf 2021 | 5:e   | 8:e       | 9:e   | 21:a   | Silver  | —         |